# أسماء خالد
أسماء خالد طبيبة مغربية مختصة في التخدير والإنعاش, ولدت بمدينة أبي الجعد وممارسة التنويم الإيحائي
كوسيلة علاجية في العمليات الجراحية. اشتهرت عالميًا بعد نجاحها في استخدام التنويم الإيحائي كبديل للتخدير الكيميائي في عمليات جراحية معقدة، مما جعلها من الأسماء البارزة في المجال الطبي على المستوى الدولي.

## النشأة والتعليم
وُلدت أسماء خالد في المغرب. تلقت تعليمها الثانوي في خريبكة والدار البيضاء، ثم حصلت على شهادة الدكتوراه في الطب من جامعة الحسن الثاني. واصلت مسارها الأكاديمي بالتخصص في طب المستعجلات والكوارث، قبل أن تنتقل إلى السنغال، حيث حصلت على دبلوم في التخدير والإنعاش. بعد ذلك انتقلت إلى فرنسا، حيث استكملت تكوينها العلمي في مجال التنويم الإيحائي وحصلت على عدة شهادات تخصصية في التخدير والإنعاش، ما مكنها من صقل مهاراتها وتطوير نهجها الطبي الفريد.

## الإنجازات الطبية
كانت أسماء خالد أول طبيبة تجري عملية جراحية لاستئصال ورم بالغدة الدرقية باستخدام التنويم الإيحائي بدلًا من التخدير الكيميائي، وكان ذلك في مستشفى جامعي في باريس, كانت المريضة تحترف الغناء وتخشى فقدان صوتها بسبب قرب الورم من الأعصاب الصوتية، مما دفع الفريق الطبي إلى اللجوء إلى هذه التقنية، حيث تم توجيه العملية الجراحية اعتمادًا على التغيرات في نبرتها الصوتية.
بالإضافة إلى ذلك، تمكنت أسماء خالد من اعتماد التنويم الإيحائي كبديل للتخدير التقليدي في عمليات تغيير صمام القلب، وهو ما اعتُبر إنجازًا طبيًا غير مسبوق، خاصة لدى المرضى كبار السن الذين يتجنبون العمليات الجراحية المفتوحة. وقد استفاد من هذه التقنية أكثر من 100 مريض حتى الآن.
نظرًا لخبرتها الفريدة، التحقت أسماء خالد بجامعة باريس (كريتاي) كأستاذة لتدريس مبادئ التنويم الإيحائي لطلبة الطب. كما تساهم في تأطير العديد من الدورات التكوينية للأطباء في هذا المجال، إلى جانب إشرافها على أبحاث متخصصة في تقنيات التخدير الحديث.

## التنويم الإيحائي كممارسة طبية
تعرف أسماء خالد التنويم الإيحائي بأنه ليس مجرد نوم، بل هو تحفيز للوعي، حيث يمكن للدماغ التخلص من بعض العادات السيئة أو التعامل مع الآلام المزمنة بطريقة أكثر فعالية. وترى أن هذه التقنية تمثل مستقبل التخدير الطبي نظرًا لفعاليتها وأمانها على المدى البعيد.

## التكريم
بفضل إسهاماتها العلمية، أصبحت أسماء خالد نموذجًا ناجحًا لاندماج الكفاءات المغربية في أوروبا، كما حظيت بإشادة واسعة من الأوساط الطبية الدولية نظرًا لإنجازاتها في التخدير الإيحائي.